# Convent de Sant Antoni de Pàdua (Aiora)
El Convent de Sant Francesc de Pàdua és un antic convent situat al carrer de la Marquesa, en el municipi d'Aiora (València). És Bé de Rellevància Local amb identificador nombre 46.19.044-016.

## Descripció
El Convent de Sant Francesc, també conegut com de Sant Antoni de Pàdua, va ser fundat en 1573 pels franciscans amb els diners aportats pels habitants d'Aiora.
Encara avui dia conserva l'estructura conventual malgrat els diversos usos i remodelacions que ha sofert l'edifici. L'edifici té dos pisos: en la primera planta estaven les dependències comunes com el refetor i la sala capitular, i en la segona planta les habitacions dels monjos, la majoria mirant cap al sud actual carrer de Cortes de Pallars, com acostumaven a fer els franciscans en els seus convents per aprofitar la llum solar, ja que a les habitacions dels priors es trobaven els scriptoriums.
Un pot imaginar-se als monjos amb els seus hàbits i el cordó amb els seus tres nusos en record als tres vots franciscans: pobresa, obediència i castedat. Com a orde mendicant vivien de les almoines i es dedicaven a la predicació i a la Catequesi.
Originalment comptava l'edifici amb set capelles i una església que no es conserva. El convent va ser reedificado l'any 1778 i més tard, en 1836, per causa de la segona desamortització eclesiàstica ho van vendre, per ser durant un llarg temps un teatre. Va ser Mendizábal, ministre de la regent María Cristina, qui va expropiar propietats, sobretot a l'església, sense cap compensació. L'església va amenaçar amb l'excomunió als compradors, la qual cosa va fer que els oligarques d'aleshores es fessin amb les propietats a través d'intermediaris per evitar així ser apartats de l'església.
L'edifici presenta un aspecte molt renovat després de l'última restauració que es va dur a terme en 1980, convertint-se en l'actualitat a casa de la Cultura i acollint en un lateral l'oficina municipal de turisme.